# 深圳湾体育中心
深圳湾体育中心（しんせんわんスポーツセンター、簡体字中国語: 深圳湾体育中心、英: Shenzhen Bay Sports Center）は、中華人民共和国の深圳市にある多目的スタジアムである。

## 概要
2011年に建設された。収容人数は20,000人、総敷地面積は32.6万平方メートル。鳥の巣の愛称がある北京国家体育場と同様の手法を用いて建築されており、上空から見るとスタジアムが繭の形に似ていることから春繭の愛称が付いている。主にサッカーの試合に用いられ、サッカー中国代表がホームスタジアムとして使用する。隣には、体操競技やバドミントンなど様々な室内競技の国際試合を開催可能な12,737人収容の深圳体育館や屋内プール、屋内と屋外両方のテニスコートなどを完備している。
2011年には、2011年夏季ユニバーシアード開会式の会場となった他、複数の競技で使用されている。また、2014 FIFAワールドカップ・アジア3次予選において、中国代表がイラク代表とのホームゲームをこのスタジアムで開催している。
2019年から10年間、WTAファイナルズの会場に設定している。しかしいわゆるゼロコロナ政策の影響で19年のみしか開催されなかった

## 交通アクセス
深圳地下鉄2号線（蛇口線）の後海駅より徒歩2分。